# 삼성 허브
삼성 허브(Samsung Hub)는 삼성전자의 다양한 콘텐츠 서비스를 한 곳으로 모은 삼성전자의 새로운 디지털 엔터테인먼트 스토어이다. 한번의 로그인으로 음악, 비디오, 책, 게임, 교육 등 다양한 콘텐츠를 편리하게 구매하고 감상할 수 있다. 삼성 허브는 Music Hub, Video Hub(미국에서는 Media Hub), Readers Hub, Game Hub, Learning Hub 등 5개의 서비스들이 하나로 통합되면서 2013년 4월 갤럭시 S4에 탑재되었다.

2014년 12월 31일 서비스가 종료되었다.

## 서비스 카테고리

### Music
Samsung Music으로 음악을 구매하거나 스트리밍 서비스를 이용하여 음악감상이 가능하며 한국에는 2013년 11월 25일자로 서비스를 오픈하였다.

### Video
Samsung Video로 영화와 TV 쇼를 구매하거나 대여하여 감상할 수 있으며  Screen Mirroring으로 Wi-Fi Direct 연결을 하여 대형 스크린에서도 콘텐츠를 감상할 수 있다.

### Books
Samsung Books는 e-Book, 만화, 잡지, 신문 등 약 28만여종의 유무료 컨텐츠를 제공한다.

### Games
Samsung Games는 Gameloft, EA, Glu 등 유명 게임회사의 최신 게임을 삼성 폰에 최적화하여 제공한다.

### Learning
Samsung Learning은 전 연령대를 대상으로 어학, 멘토링 등 다양한 카테고리의 디지털 교육 컨텐츠를 제공하며, 구매, 학습, 학습관리까지 가능한 모바일 러닝 서비스이다.

## 역사
삼성 허브가 나오기 전, Music Hub, Video Hub, Readers Hub, Game Hub, Learning Hub 등 5개의 서비스들이 개별적으로 지원되었다. 이들을 삼성 허브로 통합하여 한 곳에서 사용자가 모든 콘텐츠를 검색, 구매, 이용할 수 있도록 하였다. 또한 더욱 직관적인 사용자 환경을 제공하는 매거진 스타일로 변경하였다.
3월 17일 이후 갤럭시 S4(LTE-A,액티브 포함), 갤럭시 노트3, 갤럭시 라운드는 업데이트를 통해 삼성 뮤직, 삼성 비디오, 삼성 북스, 삼성 게임, 삼성 러닝으로 분리되었다.

## 서비스 종료
2014년 12월 31일 서비스가 종료되어 더 이상 이용할 수 없게 되었다.